# Јефто Павић
Јефто Павић (Голија; 1. август 1897 - Никшић, 1995) био је адвокат и опозиционар.

## Биографија
Рођен је у Голији код Никшића од родитеља Лазара Павића, истакнутог устаника херцеговачког устанка 1875. и и ратова за ослобођење од Турака 1876-1878. године из Озринића и мајке Јанице рођене Павловић, синовице херцеговачког четовође Пека Павловића. Основно образовање стекао у Голији. У Првом светском рату учествује као седаманаестогодишњи ђак никшићке реалне гимназије. Био је редов Шесте чете Требјешког батаљона Никшићке бригаде. После капитулације Црне Горе заробљен је интерниран у логор Болдагасон у Мађарској у коме је остао до 1918. године. После рата школовање наставља у Србији у Нишу, а матурира у Вишој реалној гимназији у Никшићу 1921. године. Исте године у Бечу је уписао студије технике на очев захтев, које напушта и уписује Права у Београду. Дипломира 1924. године и почиње да се бави адвокатуром. Као студент постао је члан Савеза земљорадничке студентске омладине Југославије.
На Обласној скупштини Савеза земљорадника Црне Горе одржаној 18. XII 1924. године изабран је за секретара и постао члан Главног одбора СЗЈ. Као адвокат у Никшићу често је бесплатно бранио невино осуђене. 20. V 1932. године у Никшићу је одржао говор против режима, који је покренуо демонстрације, након чега је био одмах ухапшен. О његовој популарности у опозиционим и колегијалним круговима говори чињеница да се пред судом пријавило више од сто адвоката да га брани. У овом случају бранио га је колега и лични пријатељ Марко Даковић. У ово време налази се на месту генералног секретара Обласног одбора Савеза земљорадника за Црну Гору. Био је осуђен на годину и по дана затвора коју је одслужио у Сремској Митровици. У затвору се упознао са др Влатком Мачеком са којим је имао слагања око решавања сељачког питања у Југославији. Док је издржавао казну посећивали су га политичари из Удружене опозиције као што је: Јоца Јовановић из Савеза земљорадника Југославије, Љубомир Давидовић лидер демократа, Миша Трифуновић и други. По изласку из затвора, испред Сељачке странке поверено му је да оде у Загреб и преговара са Мачеком да хрватски представници дођу на преговоре у Београд. После више посета Загребу, Хрватска сељачка странка постигла је споразум са Удруженом опозицијом у Србији, након чега је уследио велики збор опозиције у Београду. У августу 1938. године Влатко Мачек је дошао у Београд и на улицама је било око 150.000 људи који су демонстрирали против режима и владе Милана Стојадиновића. На овим демонстрацијама предводио је групу опозиционара из Црне Горе. Приликом посете Милана Стојадиновића Црној Гори, организовао је демонстрације у Никшићу. Том приликом одржао је говор у коме је оштро говорио против Стојадиновића. Посета председника владе се пре времана завршила због демонстрација. Милан Стојадиновић је побегао у манастир Острог, а потом за Подгорицу и Београд. Истог дана, Павић је ухапшен са четрнаесторицом сарадника. Међу демонстрантима тада су били и припадници Комунистичке партије Југославије, Павле и Стево Ковачевић. На почетку Другог светског рата придружује се партизанском покрету. Један је oд четворице вођа Tринаестојулског устанка које је помиловао гувернер Црне Горе генерал Пирцио Бироли као организатора побуне. На његов предлог Главном штабу НОП за Црну Гору, одлучено је да се организује скупштина родољуба Црне Горе и Боке, што је писмено и усмено саопштио Ивану Милутиновићу. Учествовао је у раду Острошке скупштине на којој оштро критикује партизанска обрачунавања са противницима називајући такве поступке злочином. У договору са Савом Ковачевићем заједно са Марком Вујачићем вршио је позадинску активност у рејону Голије и Пивске планине. Приликом оснивања ЗАВНО Црне Горе и Боке 15. IX 1943. активно је учествовао у раду Скупштине. Изабран је и за члана Председништва ЦАСНО-а на седници одржаној у јулу 1944. године. Након рата, иако није био члан партије, био је први министар правде у послератној црногорској влади Блажа Јовановића као независни кандидат. На место министра поднео је оставку 1946. године. Кандидовао се за посланика на Савезној листи испред никшићког среза. Оштро је критиковао рад КПЈ, а на изборима је прошао кандидат Вељко Зековић. 1946. године се настанио у Београду и наставио да се бави страначким активностима везаним за 3емљорадничку странку. Обавестио је Милована Ђиласа да ће посланици из Хрватске захтевати да се оформи Земљораднички блок у Југославији у оквиру Народног фронта. Милован Ђилас је одбио да га прими и разговара о овој теми. Када је 1947. пред врховним судом НР Србије вођен спор против Драгољуба Јовановића, лидера 3емљорадничке странке, био је ухапшен да би био спречен да се појави као бранилац. Формални разлог за хапшење био је телеграм који су београдски адвокати послали бугарској влади молећи да се не изврши смртна казна над Николом Петковим. Након петнаест дана је ослобођен и склонио се да се опорави у санаторијуму код пријатеља др Ника Миљанића. Поново је ухапшен 1949. године и спроведен у Никшић. У никшићком затвору је злостављан, а потом пребачен на Цетиње, па у Котор. Након годину дана излази из затвора и добија дозволу да може слободно да се бави адвокатуром. 1959. године оженио се Маром Перовић из Требиња. Одбио је да прими орден Светог Саве намењен од Краља Александра и орден заслуга за народ намењен од Јосипа Броза Тита када је обављао дужност министра правде.